# Маунт-Плезант (Техас)
Маунт-Плезант (англ. Mount Pleasant) — город в США, расположенный в северо-восточной части штата Техас, административный центр округа Тайтус. По данным переписи за 2010 год число жителей составляло 15 564 человека, по оценке Бюро переписи США в 2015 году в городе проживал 16 051 человек.

## История
Город был образован в 1846 году при создании округа Тайтус и сразу стал административным центром. В том же году город получил устав и органы местного управления. Земля для города была пожертвована рядом первых поселенцев. В начале 1880-х годов в город была проведена железная дорога Texas and St. Louis Railway. С 1908 по 1915 годы город был известен как курорт из-за минеральных источников в городе. Важными отраслями экономики в городе являются переработка птичьего мяса, упаковка, производство одежды, нефтепереработка, деревообработка и производство кормов для животных. Маунт-Плезант служит торговым центром своего, а также близлежащих округов: Франклин, Кэмп и Моррис.

## География
Маунт-Плезант находится в южной части округа, его координаты: 33°09′34″ с. ш. 94°58′20″ з. д..
Согласно данным бюро переписи США, площадь города составляет около 39,3 квадратных километров, из которых 38,5 км2 занято сушей, а 0,9 км2 — водная поверхность.

### Климат
Согласно классификации климатов Кёппена, в Маунт-Плезанте преобладает влажный субтропический климат (Cfa).
| Показатель                    | Янв.  | Фев.  | Март  | Апр. | Май  | Июнь | Июль | Авг. | Сен. | Окт. | Нояб. | Дек.  | Год   |
| ----------------------------- | ----- | ----- | ----- | ---- | ---- | ---- | ---- | ---- | ---- | ---- | ----- | ----- | ----- |
| Абсолютный максимум, °C       | 30    | 32,8  | 33,3  | 36,1 | 41,1 | 41,7 | 44,4 | 47,8 | 42,8 | 40   | 32,8  | 31,1  | 47,8  |
| Средний суточный максимум, °C | 13,1  | 15,3  | 19,6  | 24,3 | 28,3 | 32,6 | 34,7 | 35   | 31,6 | 26,2 | 19,4  | 14,4  | 24,6  |
| Средняя температура, °C       | 6,4   | 8,4   | 12,5  | 17,3 | 21,8 | 26,1 | 27,9 | 27,9 | 24,3 | 18,3 | 12    | 7,6   | 17,6  |
| Средний суточный минимум, °C  | −0,2  | 1,6   | 5,4   | 10,3 | 15,2 | 19,6 | 21,2 | 20,8 | 17,1 | 10,5 | 4,7   | 0,8   | 10,6  |
| Абсолютный минимум, °C        | −20,6 | −24,4 | −11,7 | −5   | 1,1  | 8,9  | 10   | 8,9  | 2,2  | −5   | −12,8 | −18,9 | −24,4 |
| Норма осадков, мм             | 89    | 88    | 106   | 109  | 130  | 97   | 85   | 65   | 83   | 103  | 102   | 103   | 1160  |
| Источник: weatherbase.com     |       |       |       |      |      |      |      |      |      |      |       |       |       |

## Население

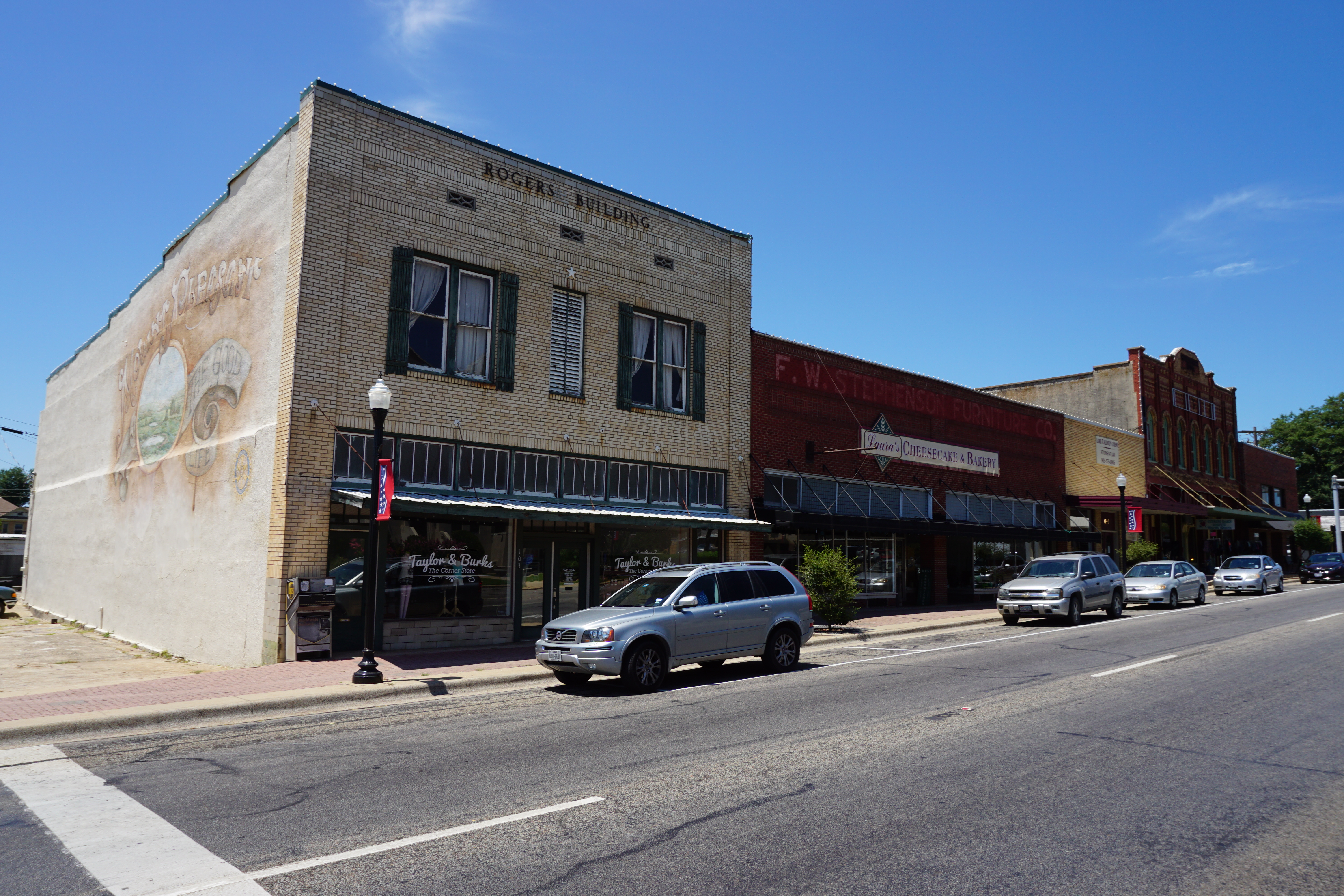
Улица Мэдисон-авеню в Маунт-Плезанте

Согласно переписи населения 2010 года в городе проживало 15 564 человека, было 5044 домохозяйства и 3610 семей. Расовый состав города: 57,8 % — белые, 14,7 % — афроамериканцы, 1,2 % — коренные жители США, 1,1 % — азиаты, 0,1 % (11 человек) — жители Гавайев или Океании, 22,3 % — другие расы, 2,8 % — две и более расы. Число испаноязычных жителей любых рас составило 51 %.
Из 5044 домохозяйств, в 45,8 % живут дети младше 18 лет. 48,1 % домохозяйств представляли собой совместно проживающие супружеские пары (26 % с детьми младше 18 лет), в 17,3 % домохозяйств женщины проживали без мужей, в 6,2 % домохозяйств мужчины проживали без жён, 28,4 % домохозяйств не являлись семьями. В 25,2 % домохозяйств проживал только один человек, 10,3 % составляли одинокие пожилые люди (старше 65 лет). Средний размер домохозяйства составлял 3,03 человека. Средний размер семьи — 3,66 человека.
Население города по возрастному диапазону распределилось следующим образом: 35,4 % — жители младше 20 лет, 28 % находятся в возрасте от 20 до 39, 25,7 % — от 40 до 64, 10,9 % — 65 лет и старше. Средний возраст составляет 29,9 года.
Согласно данным опросов пяти лет с 2011 по 2015 годы, средний доход домохозяйства в Маунт-Плезанте составляет 38 903 доллара США в год, средний доход семьи — 43 601 доллар. Доход на душу населения в городе составляет 16 520 долларов. Около 21,1 % семей и 22 % населения находятся за чертой бедности. В том числе 30 % в возрасте до 18 лет и 16,7 % в возрасте 65 и старше.

## Местное управление
Управление городом осуществляется избираемыми мэром и городским советом, состоящим из пяти человек. Совет выбирает из своих рядов заместителя мэра.

## Инфраструктура и транспорт
Через Маунт-Плезант проходят межштатная автомагистраль I-30, автомагистрали США 67 и 271, а также автомагистраль 49 штата Техас.
В городе располагается региональный аэропорт Маунт-Плезант. Аэропорт располагает одной взлётно-посадочной полосой длиной 1830 метров. Ближайшими аэропортами, выполняющими коммерческие пассажирские рейсы, являются региональный аэропорт Восточного Техаса в Лонгвью в 105 километрах к югу от Маунт-Плезанта и региональный аэропорт Тексарканы Уэбб-Филд. Аэропорт находится примерно в 107 километрах к западу от Маунт-Плезанта.

## Образование
Город обслуживается независимыми школьными округами Маунт-Плезант, Чапел-Хилл и Хартс-Блафф.
В Маунт-Плезанте располагается общественный колледж Северо-восточного Техаса (англ. Northeast Texas Community College).

## Экономика
Согласно ежегодному финансовому отчёту города за 2015 год, Маунт-Плезант владел активами на $111,32 млн, долговые обязательства города составляли $46,80 млн. Доходы города в 2015 году составили $22,47 млн, а расходы — $21,99 млн.
Крупнейшими работодателями в городе являются:
| Работодатель                                 | Число работников |
| -------------------------------------------- | ---------------- |
| Pilgrim's Pride                              | 3200             |
| Школьный округ Маунт-Плезант                 | 978              |
| Priefert Manufacturing Co                    | 800              |
| Региональный медицинский центр округа Тайтус | 650              |
| Big Tex Trailer World, Inc                   | 500              |
| Walmart                                      | 390              |
| Luminant                                     | 356              |
| AEP Southwest Elec Power Co                  | 170              |
| Город Маунт-Плезант                          | 165              |
| Guaranty Bank & Trust                        | 160              |